# Nissan
Nissan (japonsky 日産自動車株式会社, Nissan Džidóša kabušiki gaiša) je japonská automobilová značka, jejíž původní název zněl Datsun. V dnešní době patří mezi jedny z nejproduktivnějších a zároveň největších značek v Japonsku. V rámci aliance Renault–Nissan–Mitsubishi spolupracuje Nissan s těmito značkami na vývoji a výrobě řady modelů.

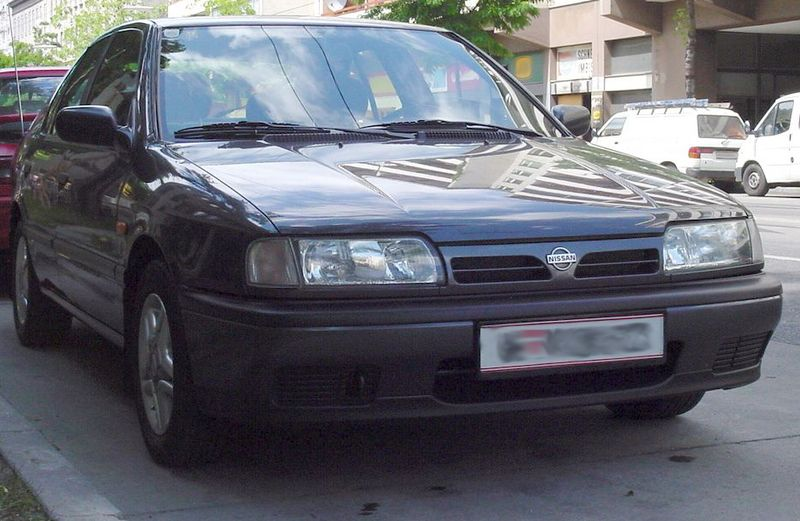
Nissan Primera

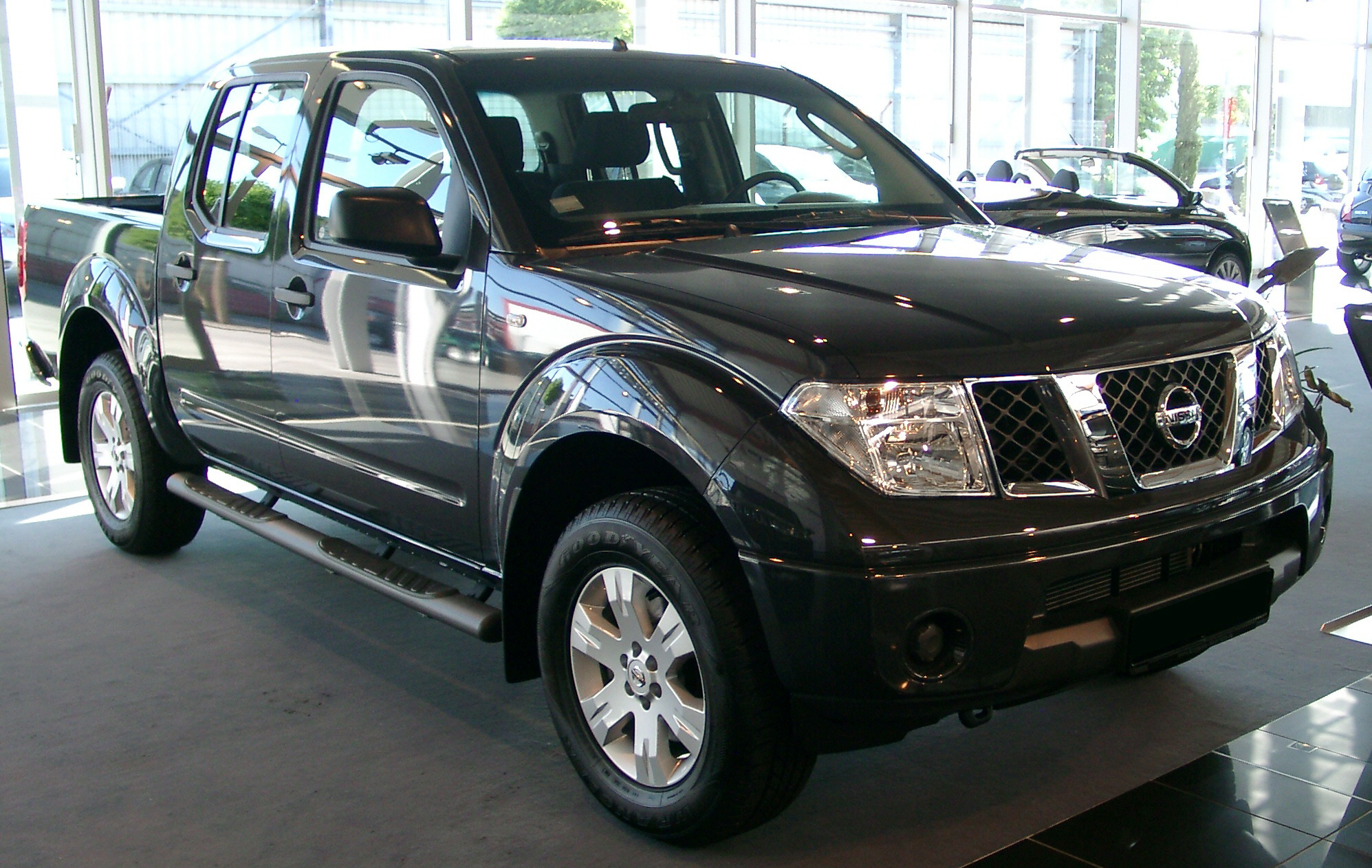
Nissan Navara

## Historie
V roce 1911 byla založena firma „Kaishinsha Motocar Works“ v Tokiu. V roce 1914 postavila první osobní automobil, ten nazvala „DAT“, podle iniciál z příjmení tří zakladatelů firmy – Den, Aoyama a Takeuchi. Roku 1918 se firma přejmenovala z „Kaishinsha Motocar Co.“ na „DAT Motocar Co.“. Později se k tomuto novému názvu přidalo SUN, takže vznikl „DATSUN“. Datsun pro výrobu svých vozů založila novou firmu „Nissan Motor Co.“, která posléze propůjčila svůj název automobilům NISSAN.

V čase 2. světové války byla výroba Nissanu pozastavena a obnovena hned po jejím skončení, což bylo poměrně brzy, již v listopadu 1945. Automobily Datsun slavily velký úspěch v Americe, ale horší to bylo v Evropě, kde se tyto sportovní typy vozů prodávaly o dost méně. Vedení této automobilky se nevzdalo a vložilo do evropského programu největší finanční částku. Zlomovým rokem bylo postavení továrny v britském Sunderlandu v roce 1984. 
Nissan upřednostňuje zdokonalování technické části vozidel; popředí jejich priorit stojí stále motor, převodovka a podvozek.
V roce 1999 zachránil Renault potápějící se Nissan, ve kterém vlastní přes 40 % akcií. Po vypuknutí krize v roce 2008 naopak Nissan svému aliančnímu partnerovi pomohl vytvořit zisk. Tyto dvě automobilky vyvíjejí společně podvozky a benzinové motory.
Nissan se také zaměřuje na vývoj elektrických vozů. V roce 2010 začala automobilka vyrábět elektromobil Nissan Leaf, kterého se vyrobilo přes 300 000 kusů. V roce 2018 dostal Nissan Leaf novou baterii s kapacitou 40 kWh, která řidiči nabízí dojezd až 270 km podle WLTP metodiky.

## Modely

### současná produkce
- Nissan 400Z
- Nissan Juke
- Nissan 370Z
- Nissan GT-R
- Nissan Micra
- Nissan Murano
- Nissan Navara
- Nissan Note
- Nissan Pathfinder
- Nissan Patrol
- Nissan Pick-up
- Nissan Qashqai
- Nissan Qashqai +2
- Nissan Tiida
- Nissan Titan
- Nissan X-Trail
- Nissan Pixo
- Nissan Leaf
- Nissan eNV200

### starší modely
- Nissan 100NX
- Nissan 350Z
- Nissan Almera
- Nissan Almera Tino
- Nissan Bluebird
- Nissan Cherry
- Nissan Maxima
- Nissan Primera
- Nissan Pulsar
- Nissan Serena
- Nissan Skyline GT-R 72
- Nissan Stanza
- Nissan Sunny
- Nissan Terrano II
- Nissan Skyline
- Nissan Skyline C10
- Nissan Silvia